# Иткуловский сельсовет
Иткуловский сельсовет — муниципальное образование в Ишимбайском районе Башкортостана.

## История
Согласно закону «О границах, статусе и административных центрах муниципальных образований в Республике Башкортостан» имеет статус сельского поселения.

## Население
| 2002  | 2009  | 2010  | 2012  | 2013  | 2014  | 2015  |
| ----- | ----- | ----- | ----- | ----- | ----- | ----- |
| 1913  | ↗1948 | ↘1880 | ↘1860 | ↘1802 | ↘1759 | ↘1708 |
| 2016  | 2017  | 2018  |       |       |       |       |
| ↘1685 | ↘1648 | ↘1596 |       |       |       |       |

## Состав сельского поселения
| № | Населённый пункт | Тип населённого пункта       | Население |
| - | ---------------- | ---------------------------- | --------- |
| 1 | Верхнеиткулово   | село, административный центр | ↘888      |
| 2 | Уразбаево        | деревня                      | ↘638      |
| 3 | Азнаево          | деревня                      | ↘278      |
| 4 | Асиялан          | деревня                      | ↘44       |
| 5 | Татьяновка       | село                         | ↗15       |
| 6 | Подлесный        | хутор                        | ↗10       |
| 7 | Авангард         | деревня                      | ↗7        |

Ранее в состав сельсовета входил посёлок Ферма Весёлая Поляна (упразднён в 1961 году), хутор Баятла (упраздненный до 1972 года).

## Местное самоуправление
- Телефон: +7 (34794) 74-8-38,
- Факс: +7 (34794) 74-8-35
- Адрес: 453224, Республика Башкортостан, Ишимбайский район, с. Иткулово, ул. Молодёжная, 2

## Образование
- Верхнеиткуловская средняя школа
- Уразбаевская средняя школа
- Азнаевская начальная школа
- Верхнеиткуловский детский сад

## Культура
- Иткуловский СДК,
- Уразбаевская сельская библиотека,
- Иткуловская сельская библиотека,
- Уразбаевский сельский клуб.

## Здравоохранение
- Азнаевский ФАП,
- Уразбаевский ФАП.

## Экономика
- Сельскохозяйственные предприятия: ООО «Нива», КФХ «Турчин», ИП Г. Г. Дусмухаметов.
- Частные пилорамы (6 штук).
- Туризм. Проходят пешие, водные маршруты[12].
- Торговое обслуживание населения осуществляется частными предпринимателями на 12 точках.